# Fünf Sterne (Film)
Fünf Sterne ist ein Dokumentarfilm aus dem Jahr 2017. Für Buch, Regie, Kamera und Ton zeichnete Annekatrin Hendel verantwortlich. Die Premiere war auf der 67. Berlinale in der Sektion „Panorama Dokumente“ 2017.

## Entstehung des Projekts
„Als Ines im November ihre Diagnose bekam, hieß es, sie hätte nur noch 12 Wochen zu leben. Ein unvorstellbarer Schock. Was nun? Krankenhaus? Pflegeheim? Ich musste an Udo Lindenberg und das Hotel Atlantic in Hamburg denken. Und dann gab es die Ausschreibung für das Stipendium im Hotel THE GRAND. Da hab ich mich gleich mit dem Gedanken beworben, Ines dort mit einzuquartieren. Als es tatsächlich geklappt hat, bin ich zum Hoteldirektor marschiert und habe gefragt, ob ich meine Freundin mitbringen könne. Eine Woche später sind wir dann da eingezogen. Ines hatte ihre ersten lebensverlängernden Chemotherapien gut überstanden, und so konnten wir zusammen überlegen, was wir dort machten. Langsam entwickelte sich die Idee: ein Fotoband und eine Ausstellung mit Ines’ fotografischen Arbeiten. Und ein Film.“

## Biografie Ines Rastig
„Ines Rastig (16. Januar 1965—14. Mai 2016) war eine Berliner Künstlerin mit einem wechselvollen Leben, die als Malerin, Sängerin, als Szenenbildnerin eindrucksvoller Performances sowie als Kostüm- und Bühnenbildnerin bei Film und Theater tätig war. All ihre Werke sind geprägt von großer Phantasie, von Selbstbewusstsein, Rebellion und Eigenwilligkeit. In ihren letzten sieben Lebensjahren entwickelte sie sich zu einer entschiedenen Einzelgängerin und konzentrierte sich ausschließlich auf die Fotografie. Sowohl sich selbst als auch ihre künstlerischen Aktivitäten hielt sie mit großer Sturheit dem Kunstbetrieb fern. Ines Rastig bestand auf ihrer eigenen Sphäre von Raum und Zeit, wo alles Bild wurde. Ihre Passion war die obsessiv betriebene fotografische Beobachtung und Dokumentation ihres Umfeldes. Ob die Großaufnahme des intimen Blicks in den engen Wirklichkeitsausschnitt ihres eigenen Lebens oder die distanzierte Momentaufnahme im pulsierenden Berlin – immer sind ihre Werke geprägt von großer Poesie, von Humor, aber auch von Trauer und Verlust. Die letzten sechs Monate lebte die Künstlerin im ‚Chelsea der Ostsee‘ – im Hotel The Grand Ahrenshoop. Auch hier entstanden ungewöhnliche Arbeiten und komplexe Selbstporträts, die dem Betrachter viel gedanklichen Spielraum lassen. Mit ihrem frühen Tod im Mai 2016 hinterließ sie eine große Zahl fotografischer Arbeiten.“

## Preise
Fünf Sterne wurde auf der 67. Internationale Filmfestspiele Berlin (Berlinale) mit dem Heiner-Carow-Preis ausgezeichnet. Die Jury-Begründung:

„Einen Film zu drehen bedarf normalerweise einer intensiven Vorbereitung und einer hinreichenden Finanzierung. Fehlen diese Voraussetzungen, wird es eine Reise ins Ungewisse. Aber in dieser Krise liegt die Chance. Realisiert auf engstem Raum und durch Krankheit limitierte Zeit, thematisiert der Film eine Freundschaft und bilanziert Beziehungen. Ein filmisches Experiment. Gut, wenn es den Mut und die Möglichkeit gibt zum Experimentieren.“

## Rezeption
„Das dokumentarische Kino hat die Grenzen der Intimität immer weiter zurückgeschoben, inzwischen gibt es kaum mehr Tabus, und doch hinterlässt Fünf Sterne einen zwiespältigen Eindruck, nicht zuletzt deswegen, weil Ines Rastig sich dazu nicht mehr äußern kann. Zweifellos ist dieser Film das Zeugnis einer Freundschaft, das Unbehagen kommt vielleicht vor allem da her, dass das Leben diese Freundschaft in eine so radikale Schieflage gebracht hat, und dass Annekatrin Hendel genau diese Schieflage zu der Form ihres Films gemacht hat.“

„Annekatrin Hendel quartiert sich für vier Wochen in einem Hotel ein, begleitet von ihrer Kamera und ihrer Ostberliner Freundin, der Künstlerin Ines Rastig, deren Leben in Scherben liegt: Sie ist todkrank und seit einer schmerzhaften Trennung wohnungslos. Während ihre gemeinsamen Gespräche um den Zusammenbruch von Rastigs Existenz kreisen, wird das kleine Hotelzimmer zu einem Bekenntnisraum, in dem die gesellschaftliche Perspektive bisweilen etwas abhandenkommt, gleichwohl eine mitunter schmerzhafte Intimität entsteht, die der Dokumentarfilm intensiv einfängt.“

## THE GRAND-Stipendium
Der Film wurde durch das Hotel THE GRAND, Ahrenshoop, gefördert, das 2016 erstmals zu diesem Zweck ein Stipendium vergeben hat. Im Rahmen dieses Stipendiums wurden zwei einmonatige, kostenlose Aufenthalte für Künstlern vergeben.